# Albumy numer jeden w roku 2008 (USA)

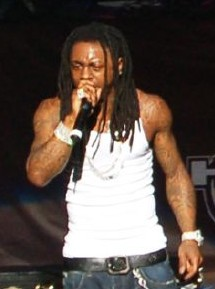
Album Tha Carter III Lila Wayne’a był najlepiej sprzedającym się albumem 2008 roku.

Najlepiej sprzedające się albumy oraz EP w Stanach Zjednoczonych są notowane na liście Billboard 200, która jest wydawana przez magazyn Billboard. Dane kompletowane są przez Nielsen SoundScan w oparciu o cotygodniowe wyniki sprzedaży cyfrowej oraz fizycznej albumów.
Album Fearless piosenkarki Taylor Swift był najdłużej notowanym, który osiągnął pierwsze miejsce w 2008 roku, spędzając 11 nie kolejnych tygodni zaczynając od daty wydania 29 listopada i kontynuując w roku 2009. Jej album jest najdłużej notowanym albumem country w historii listy Billboard 200 spośród wokalistek. Swift jest notowana na piątym miejscu, pod względem notowania albumu, który osiągną pierwsze miejsce na liście Billboard 200, wraz z takimi artystami jak Mariah Carey i Whitney Houston. Innymi albumami notowanymi dłużej na liście są Sleep Through the Static Jacka Johnsona, Death Magnetic zespołu Metallica, które spędziły na liście przy tygodnie. W 2008 roku trzy ścieżki dźwiękowe znalazły się na pierwszym miejscu notowania Billboard 200: Juno, Mamma Mia! The Movie Soundtrack oraz z filmu Zmierzch.
Tha Carter III hip-hopowego artysty Lila Wayne’a był najlepiej sprzedającym się albumem w Stanach Zjednoczonych, rozchodząc się w ilości 2,874 mln kopii od wydania. Album najwyższą sprzedaż w ciągu tygodnia, sprzedając ponad 1 mln kopii w tydzień od wydania. Drugim najlepiej sprzedającym się albumem 2008 roku był album Viva la Vida or Death and All His Friends zespołu Coldplay osiągając sprzedaż w wysokości 2,144 mln kopii, następny był album Taylor Swift sprzedający się w 2,112 mln kopii.
Hard Candy stał się już siódmym albumem Madonny osiągającym pierwsze miejsce na liście Billboard 200, czyniąc ją drugą piosenkarką pod względem ilości albumów numer jeden w Stanach Zjednoczonych. Na trzecim miejscu pod, zaraz na Madonną znalazła się Mariah Carey, której album E=MC² stał się jej szóstym albumem numer jeden, oraz Janet Jackson.

## Historia notowania

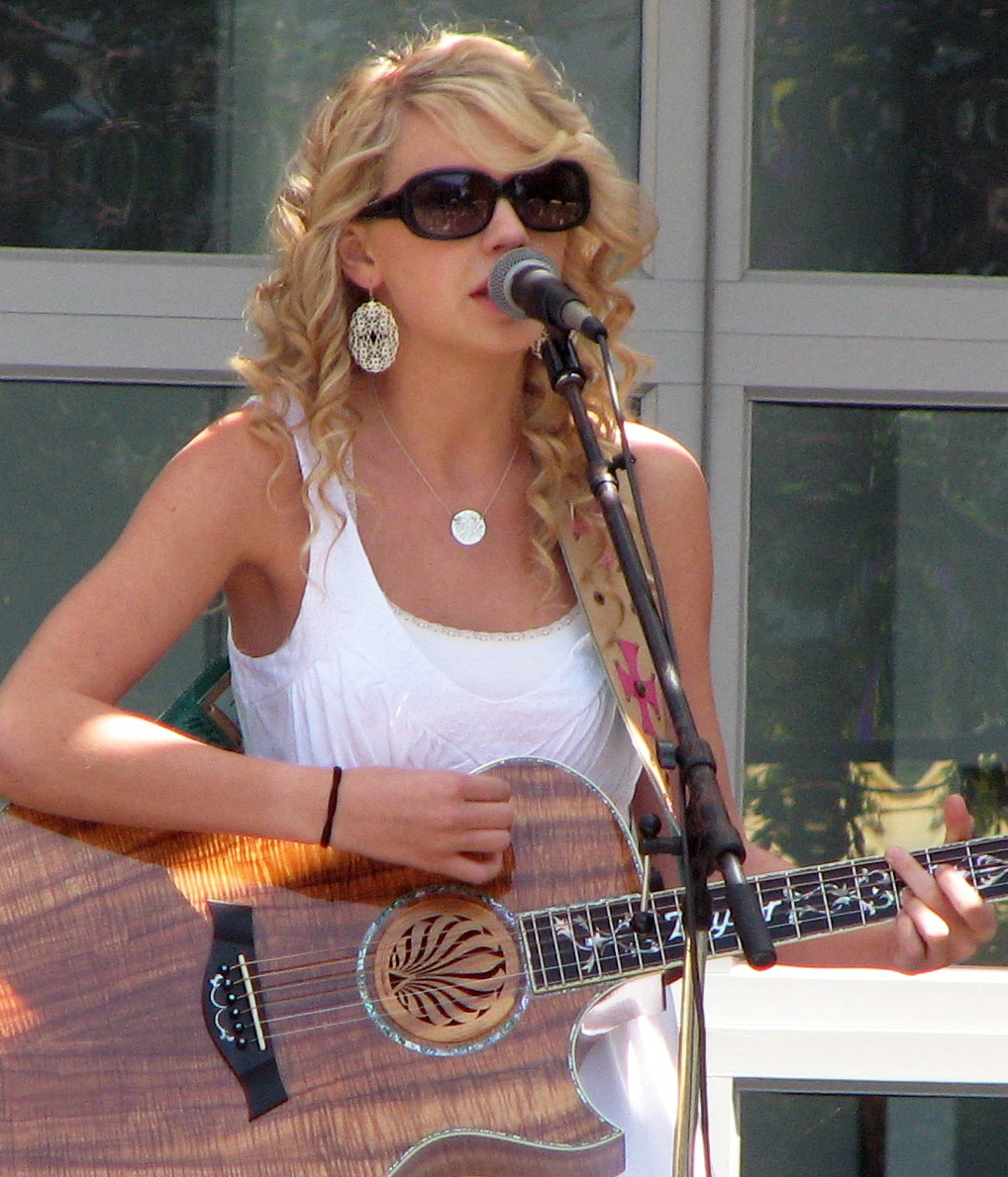
Album Taylor Swift Fearless był najdłużej notowanym albumem wokalistki country.

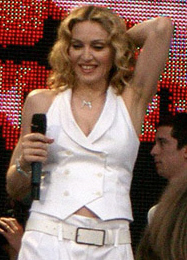
Hard Candy stał się już siódmym albumem Madonny osiągającym pierwsze miejsce na liście Billboard 200, czyniąc ją drugą piosenkarką pod względem ilości albumów numer jeden w Stanach Zjednoczonych.

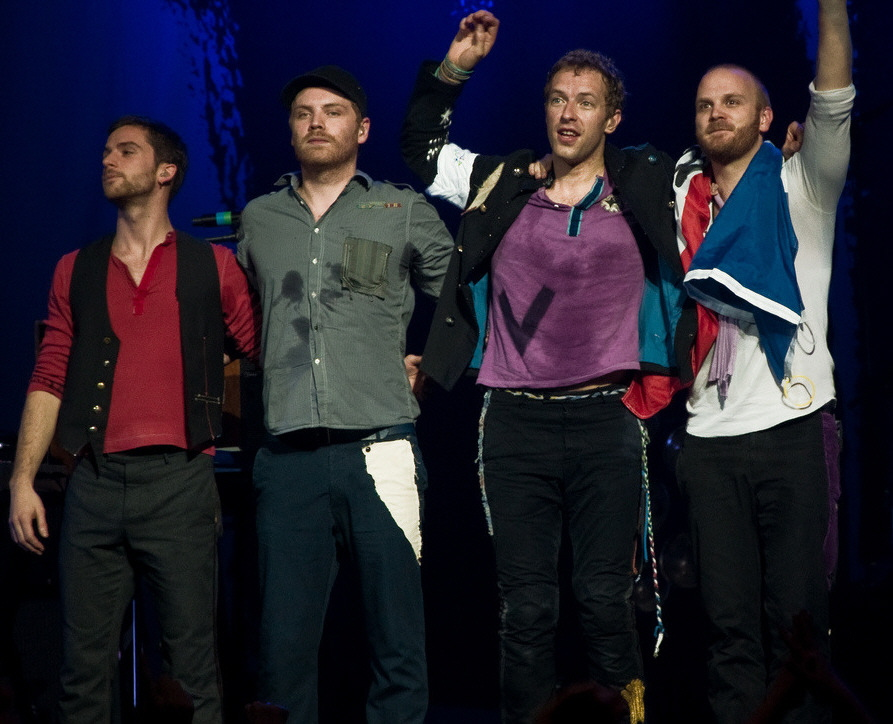
Album Viva la Vida or Death and All His Friends brytyjskiego zespołu Coldplay był najlepiej sprzedającym się albumem w wersji cyfrowej.

| Data publikacji | Album                                     | Artysta             | Źródło        |
| --------------- | ----------------------------------------- | ------------------- | ------------- |
| 5 stycznia      | Noël                                      | Josh Groban         | [ 7 ]         |
| 12 stycznia     | Growing Pains                             | Mary J. Blige       | [ 8 ]         |
| 19 stycznia     | In Rainbows                               | Radiohead           | [ 9 ]         |
| 26 stycznia     | As I Am                                   | Alicia Keys         | [ 10 ]        |
| 2 lutego        | As I Am                                   | Alicia Keys         | [ 11 ]        |
| 9 lutego        | Juno                                      | Ścieżka dźwiękowa   | [ 12 ]        |
| 16 lutego       | As I Am                                   | Alicia Keys         | [ 13 ]        |
| 23 lutego       | Sleep Through the Static                  | Jack Johnson        | [ 14 ]        |
| 1 marca         | Sleep Through the Static                  | Jack Johnson        | [ 15 ]        |
| 8 marca         | Sleep Through the Static                  | Jack Johnson        | [ 16 ]        |
| 15 marca        | Discipline                                | Janet Jackson       | [ 17 ]        |
| 22 marca        | Good Time                                 | Alan Jackson        | [ 18 ]        |
| 29 marca        | Trilla                                    | Rick Ross           | [ 19 ]        |
| 5 kwietnia      | Welcome to the Dollhouse                  | Danity Kane         | [ 20 ]        |
| 12 kwietnia     | Day26                                     | Day26               | [ 21 ]        |
| 19 kwietnia     | Troubadour                                | George Strait       | [ 22 ]        |
| 26 kwietnia     | Spirit                                    | Leona Lewis         | [ 23 ]        |
| 3 maja          | E=MC²                                     | Mariah Carey        | [ 24 ]        |
| 10 maja         | E=MC²                                     | Mariah Carey        | [ 25 ]        |
| 17 maja         | Hard Candy                                | Madonna             | [ 26 ]        |
| 24 maja         | Home Before Dark                          | Neil Diamond        | [ 27 ]        |
| 31 maja         | Narrow Stairs                             | Death Cab for Cutie | [ 28 ]        |
| 7 czerwca       | 3 Doors Down                              | 3 Doors Down        | [ 29 ]        |
| 14 czerwca      | Here I Stand                              | Usher               | [ 30 ]        |
| 21 czerwca      | Indestructible                            | Disturbed           | [ 31 ]        |
| 28 czerwca      | Tha Carter III                            | Lil Wayne           | [ 32 ]        |
| 5 lipca         | Viva la Vida or Death and All His Friends | Coldplay            | [ 33 ] [ 34 ] |
| 12 lipca        | Viva la Vida or Death and All His Friends | Coldplay            | [ 35 ]        |
| 19 lipca        | Tha Carter III                            | Lil Wayne           | [ 36 ]        |
| 26 lipca        | Tha Carter III                            | Lil Wayne           | [ 37 ]        |
| 2 sierpnia      | Untitled                                  | Nas                 | [ 38 ]        |
| 9 sierpnia      | Breakout                                  | Miley Cyrus         | [ 39 ]        |
| 16 sierpnia     | Love on the Inside                        | Sugarland           | [ 40 ]        |
| 23 sierpnia     | Mamma Mia!                                | Ścieżka dźwiękowa   | [ 41 ]        |
| 30 sierpnia     | A Little Bit Longer                       | Jonas Brothers      | [ 42 ] [ 43 ] |
| 6 września      | A Little Bit Longer                       | Jonas Brothers      | [ 44 ]        |
| 13 września     | All Hope Is Gone                          | Slipknot            | [ 45 ]        |
| 20 września     | The Recession                             | Young Jeezy         | [ 46 ]        |
| 27 września     | Death Magnetic                            | Metallica           | [ 47 ] [ 48 ] |
| 4 października  | Death Magnetic                            | Metallica           | [ 49 ]        |
| 11 października | Death Magnetic                            | Metallica           | [ 50 ]        |
| 18 października | Paper Trail                               | T.I.                | [ 51 ]        |
| 25 października | Paper Trail                               | T.I.                | [ 52 ]        |
| 1 listopada     | Lucky Old Sun                             | Kenny Chesney       | [ 53 ]        |
| 8 listopada     | Black Ice                                 | AC/DC               | [ 54 ]        |
| 15 listopada    | Black Ice                                 | AC/DC               | [ 55 ]        |
| 22 listopada    | Twilight                                  | Ścieżka dźwiękowa   | [ 56 ]        |
| 29 listopada    | Fearless                                  | Taylor Swift        | [ 57 ]        |
| 6 grudnia       | I Am... Sasha Fierce                      | Beyoncé             | [ 58 ]        |
| 13 grudnia      | 808s & Heartbreak                         | Kanye West          | [ 59 ]        |
| 20 grudnia      | Circus                                    | Britney Spears      | [ 60 ]        |
| 27 grudnia      | Fearless                                  | Taylor Swift        | [ 61 ]        |